# Municipio de Waltham (Minnesota)
El municipio de Waltham (en inglés: Waltham Township) es un municipio ubicado en el condado de Mower en el estado estadounidense de Minnesota. En el año 2010 tenía una población de 339 habitantes y una densidad poblacional de 3,64 personas por km².

## Geografía
El municipio de Waltham se encuentra ubicado en las coordenadas 43°48′17″N 92°52′10″O / 43.80472, -92.86944. Según la Oficina del Censo de los Estados Unidos, el municipio tiene una superficie total de 93.06 km², de la cual 93,06 km² corresponden a tierra firme y (0 %) 0 km² es agua.

## Demografía
Según el censo de 2010, había 339 personas residiendo en el municipio de Waltham. La densidad de población era de 3,64 hab./km². De los 339 habitantes, el municipio de Waltham estaba compuesto por el 94,99 % blancos, el 1,18 % eran asiáticos, el 2,65 % eran de otras razas y el 1,18 % eran de una mezcla de razas. Del total de la población el 2,95 % eran hispanos o latinos de cualquier raza.